# Loxophlebia picta
Loxophlebia picta là một loài bướm đêm thuộc phân họ Arctiinae, họ Erebidae.